# Георг-Геннінг фон Бассевіц-Бер
Граф Георг-Геннінг фон Бассевіц-Бер (нім. Georg-Henning Graf von Bassewitz-Behr; 21 березня 1900, Лютцов, Німецька імперія — 31 січня 1949, Магадан, СРСР) — німецький офіцер, групенфюрер СС і генерал-лейтенант військ СС і поліції. Воєнний злочинець, відповідальний за вбивство понад 45 000 мешканців Дніпропетровської області.

## Життєпис
Представник мекленбурзького дворянського роду Бассевіц. Батько — граф Адольф фон Бассевіц-Бер (15 липня 1849 — 20 листопада 1915), мати — Доротея Крелль (24 квітня 1873 — 1960). У Георга-Геннінга були 4 молодші сестри.
У 1914-1918 роках навчався в гуманітарній гімназії Доберана. В останній рік Першої світової війни вступив на службу фанен-юнкером у 2-й кірасирний полк «Королева» Королівської прусської армії, в боях участі не брав. Після завершення Першої світової війни займався торгівлею і фермерством у Мекленбурзі, щоб забезпечити сім'ю. В 1919-1920 роках вивчав сільське господарство в Ростоцькому університеті. В 1920 році одружився з графинею Ільзою фон Пфайль унд Кляйн-Елльгут і вступив у Сталевий шолом. Намагався займатися фермерством у Південно-Західній Африці, проте зазнав невдачі. 
1930 року повернувся в Німеччину і став прихильником нацистської ідеології. 1 лютого 1930 року вступив у НСДАП (квиток №458 315), в 1931 році — в СС (особистий номер 35 456) і НСКК. 1938 року став співробітником штабу інспектора головного управління автомобільних частин СС.
Із кінця квітня до кінця липня 1941 року — квартирмейстер штабу рейхсфюрера СС. Під час німецько-радянської війни призначений керівником сільськогосподарського відділу в штабі вищого керівника СС і поліції на півночі Росії Ганса-Адольфа Прюцманна (штаб-квартира в Ризі). З середини листопада 1941 до кінця серпня 1942 року — керівник СС і поліції Дніпропетровська, відповідальний за вбивство тисяч цивільних, партизанів і євреїв. Із 22 листопада 1942 до 24 березня 1943 року — вищий керівник СС і поліції в Центральній Росії (штаб-квартира в Могильові), підпорядковувався Еріху фон дем Баху. На цій посаді Бассевіц спланував і здійснив серію масових убивств цивільних. Жертвами наказу Бассевіца стали десятки тисяч людей.
Із 16 лютого 1943 до 8 травня 1945 року — вищий керівник СС і поліції 10-го військового округу (Гамбург). У серпні 1943 року, після бомбардувань Гамбурга, гауляйтер Гамбурга та імперський комісар оборони Гамбурга Карл Кауфман призначив Бассевіца генеральним комісаром безпеки. Бассевіц відповідав за військовополонених, іноземних працівників і в'язнів концтаборів в окрузі. В кінці війни відповідав за «евакуацію» концтабору Ноєнгамме. За наказом чи зі згоди Бассевіца в концтаборі Фюльсбюттель повісили 71 в'язня (58 чоловіків і 13 жінок-членів руху Опору).
В кінці війни був заарештований британськими військами, але згодом відпущений, оскільки скористався фальшивими документами. Декілька місяців працював на фермі. У вересні 1945 року заарештований військовою поліцією США і постав перед британським військовим судом у Гамбурзі за вбивства у Фюльсбюттелі. В серпні 1947 року виправданий. 16 вересня 1947 року переданий радянській владі, засуджений на 25 років примусових робіт за вбивства у Дніпропетровській області. Помер у трудовому таборі у Східному Сибіру.

## Звання[4]

### СС
- Анвертер СС (20 грудня 1931)
- Манн СС (1932)
- Шарфюрер СС (6 квітня 1932)
- Труппфюрер СС (9 березня 1933)
- Обертруппфюрер СС (12 вересня 1933)
- Штурмфюрер СС (25 листопада 1933)
- Оберштурмфюрер СС (4 грудня 1933)
- Штурмгауптфюрер СС (30 травня 1934)
- Штурмбаннфюрер СС (17 червня 1934)
- Оберштурмбаннфюрер СС (25 квітня 1935)
- Штандартенфюрер СС (22 квітня 1936)
- Оберфюрер СС (вересень 1938)
- Оберштурмбаннфюрер військ СС (червень 1940)
- Бригадефюрер СС і генерал-майор поліції (січень 1942)
- Группенфюрер СС і генерал-лейтенант поліції (10 квітня 1943)
- Генерал-лейтенант військ СС (1 липня 1944)

### Збройні сили
- Фанен-юнкер (1 квітня 1918)
- Унтер-офіцер резерву (1 квітня 1936)
- Фельдфебель резерву (29 серпня 1937)

## Нагороди[4]
- Цивільний знак СС (№16 433)
- Почесний кут старих бійців
- Золотий почесний щит німецького мотоспорту (травень 1935)
- Йольський свічник (1936)
- Німецька імперська відзнака за фізичну підготовку в сріблі (1 грудня 1937)
- Спортивний знак СА в бронзі (1 грудня 1937)
- Кільце «Мертва голова» (1 грудня 1937)
- Почесна шпага рейхсфюрера СС (1 грудня 1937)
- Медаль «У пам'ять 13 березня 1938 року» (1938)
- Медаль «У пам'ять 1 жовтня 1938» із застібкою «Празький град» (1939)
- Німецький мотоспортивний знак 2-го ступеня (срібний)
- Медаль «За вислугу років у НСДАП» в бронзі (6 березня 1940)
- Хрест Воєнних заслуг
  - 2-го класу з мечами (20 квітня 1941)
  - 1-го класу з мечами (1942)
- Медаль «За зимову кампанію на Сході 1941/42» (20 серпня 1942)
- Залізний хрест
  - 2-го класу
  - 1-го класу (4 серпня 1943)
- Почесний знак «За турботу про німецький народ» 3-го степеня
- Медаль «За вислугу років у СС» 4-го, 3-го і 2-го ступеня (12 років)
- Золотий партійний знак НСДАП